# Астроблема

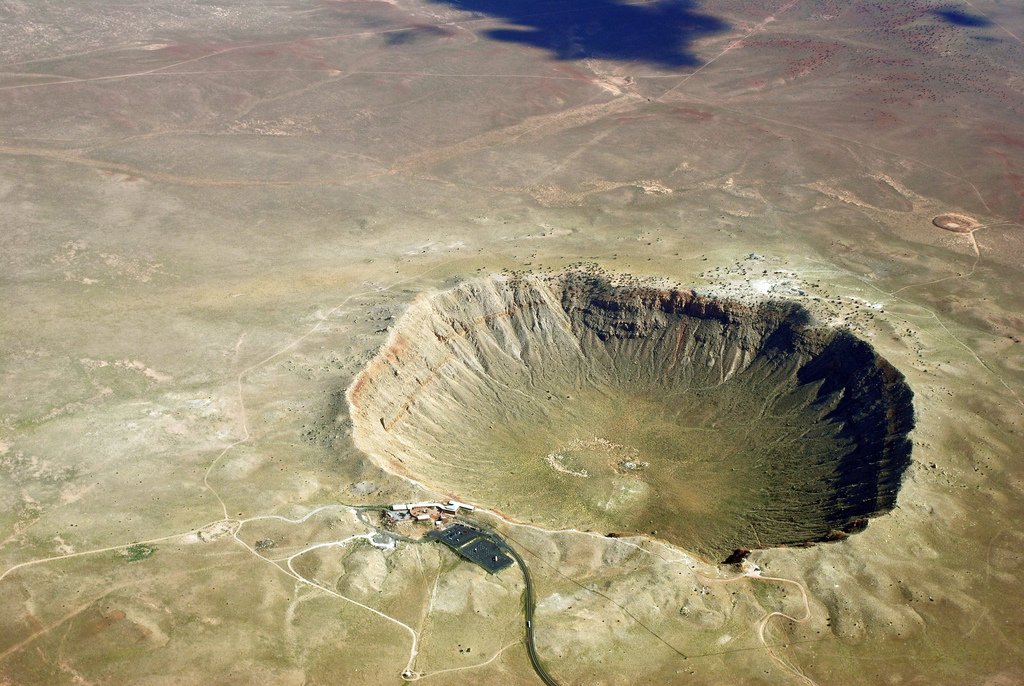
Аризонський метеоритний кратер

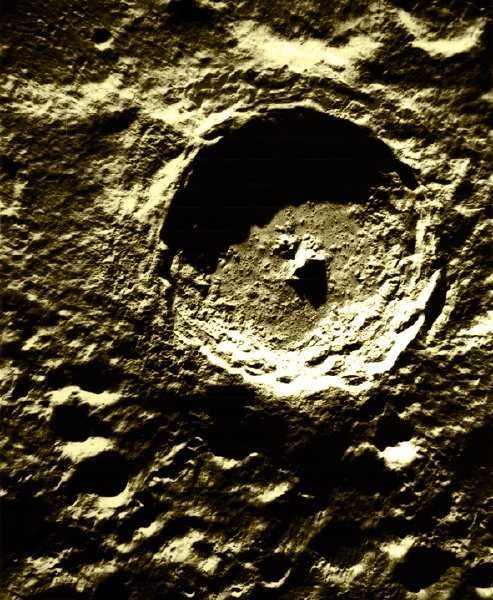
Кратер Тихо на Місяці, фото NASA

Астробле́ми (від грец. άστρον — зоря і βλήμα — рана) — давні структури на поверхні Землі, що утворилися внаслідок падіння космічних об'єктів.
Ці геологічні структури могли втратити чітку виразність у рельєфі, але зберігають інші геологічні ознаки падіння великого небесного тіла. Подібні утворення під назвою метеоритних кратерів добре відомі на Місяці, Меркурії та інших небесних тілах, де вони збереглися майже в незмінному вигляді (на відміну від Землі). Іноді їх називають імпактними структурами (від англ. impact — зіткнення, удар). Класичним прикладом є Аризонський кратер. Попри його невеликі розміри (діаметр — 1200 м, глибина — близько 180 м) цей кратер чи не найкраще зберіг свій первинний вигляд і його метеоритне походження було доведено одним з перших.

## Вивчення
Назву «астроблема» запропонував 1959 року американський геолог Р. Дітц після того, як виявив у цих структурах конуси руйнування — борознисті утворення, що мають форму кульового сектора, переважно спрямовані вершиною вгору. Втім, більшість геологів і далі продовжували вважати, що давні кратери на Землі мають ендогенну природу — їх вважали згаслими вулканами або грабенами.
У 1960-ті роки розпочалося вивчення вибухових кратерів (зокрема, кратерів ядерних вибухів) та ефектів ударного метаморфізму. Е. Чао (англ. E. C. T. Chao), Юджин Шумейкер i Б. Мадсен (англ. B. M. Madsen) знайшли в Аризонському метеоритному кратері силікатні мінерали коесит і стишовіт — поліморфні модифікації кварцу, що утворюються лише за високого тиску. Їх наявність вважають основною петрографічною ознакою ударного метамофізму.
Наприкінці 1970-х років було виявлено аномально високий вміст іридію в тонкому шарі осадових порід на межі між мезозойською та кайнозойською геологічними ерами (близько 65 млн років тому). Іридій належить до сидерофільних елементів і більша його частина міститься в ядрі Землі (у вигляді сплаву з залізом), тоді як у гірських породах земної кори він надзвичайно рідкісний. У зазначеному шарі концентрація іридію була в 10—100 разів вищою, ніж зазвичай. У той же час речовина метеоритів зазвичай має значно більший вміст сидерофільних елементів — нікелю, кобальту та іридію. Вважається, що збагачення шару іридієм сталося внаслідок зіткнення Землі з великим астероїдом (або кількома астероїдами). Це дало підстави для гіпотези Альвареса, за якою зіткнення Землі з одним чи кількома великими астероїдами близько 65 млн років тому призвело до значних кліматичних змін та вимирання динозаврів. Кратер Чиксулуб, який утворився приблизно в той час і є одним з найбільших на Землі, було виявлено через кілька років. Гіпотеза Альвареса здобула досить широку підтримку, однак залишається дискусійною.

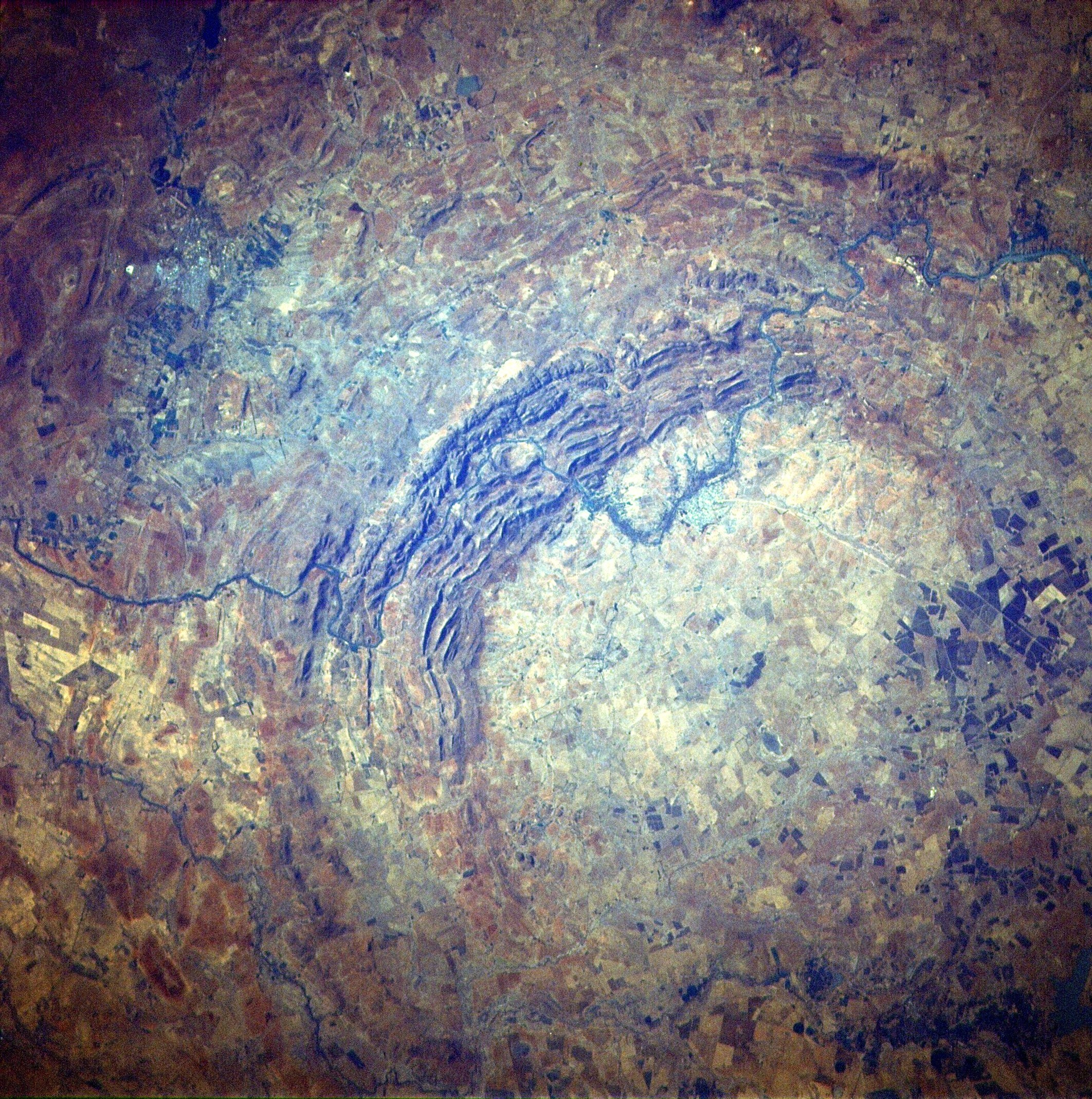
Супутниковий знімок валу Вредефорта.

Наприкінці 1980 років було встановлено понад сто астроблем, а на початку XXI сторіччя їх кількість досягла майже двохсот. Найбільшими серед них є:
- Вал Вредефорта в ПАР (діаметр 160 км),
- кратер Чиксулуб (на Юкатані, 150 км)
- Садбері (Канада, 130 км).
- Попігайська западина (90 км, Росія)
- озеро Манікуаган (85 км, Канада)

Кратер Нордлінгер Рис у Німеччині (25 км) є одним з найбільших у Європі та найкраще вивченим.
Деякі джерела вважають, що астроблемами є Тенгізська (Ішимська) кільцева структура (700 км), Прибалхасько-Ілійська западина (700 км), кратер Землі Вілкса (480 км), Улоговина пекла в Естонії (80 м) та інші, але їх належність до астроблем поки що залишається лише припущенням.

### Астроблеми на теренах України
В Україні налічується сім підтверджених астроблем до яких, зокрема, зараховують Бовтиську (діаметром 25 км), Оболонську (12 км), Іллінецьку (7 км) та Ротмістрівську (5 км). Вік Бовтиської астроблеми — 80 млн років, а Іллінецької — 400 млн років. Майже всі вони (за винятком Іллінецького кратера) поховані під товстим шаром осадових порід і їх вивчення здійснювалося за кернами свердловин.

## Утворення кратера
До поверхні Землі долітають лише досить великі метеороїди — дрібні згоряють в атмосфері внаслідок великої швидкості руху, яка становить в середньому становить близько 20 км/с. 
Масивні тіла, що долітають до поверхні в незруйнованому вигляді, практично миттєво гальмуються внаслідок зіткнення. Якщо швидкість метеорита на момент зіткнення більша 4—5 км/с, то виділена енергія перевищує енергію зв'язку кристалічних ґраток (107 Дж/кг). Температура у місці зіткнення сягає кількох тисяч градусів, речовина перетворюється на високотемпературний стиснений газ. Виникає ударна хвиля, яка рухається від місця зіткнення навсібіч із надзвуковою швидкістю. Тиск сягає мільйонів атмосфер. Під таким тиском кристалічні речовини переходять у склоподібний стан, а безводні силікати внаслідок адіабатичного стиснення починають плавитися. У таких умовах тверді (зазвичай) породи поводять себе подібно до рідини.
 Проходження ударної хвилі триває частки секунди, вона майже повністю руйнує метеорит. Вибух викидає частину порід мішені та метеорита, утворюється западина округлої форми (кратер), оточена валом викидів. Гідродинамічні явища призводять до утворення в кратері центральної гірки. Деяка частина викинутої речовини, перемішаної з рештками метеорита, падає назад, в ударний розплав на дні кратера. Після застигання утворюється шар імпактиту. Розмір утвореного кратера залежить від маси метеороїда, швидкості та кута зіткнення, а також від складу порід ударника та мішені.
Уламкові породи, що утворюються в метеоритному кратері (брекчії), поділяють на дві групи:
- аутигенні — ті, що залишилися на місці (не пересунуті);
- алогенні — пересунуті внаслідок вибуху.

## Ерозія кратера
Під дією води, вітру й тектонічних процесів кратери поступово втрачають свої морфологічні ознаки. Молоді кратери краще зберігаються в пустелях. Більшість давніх астроблем виявлено на геологічних платформах та їх підвищених ділянках — кристалічних щитах, які мають тривалий спокійний тектонічний режим. Для давніх кратерів встановити їх космічне походження можливо лише шляхом спеціальних досліджень.